# 雪暴 白頭山の死闘
『雪暴 白頭山の死闘』（せつぼう はくとうざんのしとう、原題：雪暴）は、2019年の中国映画。
中国と北朝鮮の国境近くにある白頭山の麓の町の雪山を舞台としたクライムサスペンス映画である。

## キャスト
- ワン・カンハオ：チャン・チェン
- スン・ヤン：ニー・ニー
- ダーマオ：リャオ・ファン
- ジョウ：ホアン・ジュエ
- ハン・シャオソン：リー・グアンジエ
- グオ・サン：リウ・フゥア
- ：ワン・タイリー

## スタッフ
- 監督・脚本：ツイ・シウェイ
- 製作総指揮：テレンス・チャン
- 製作：チャン・トン、ヤン・トン
- 撮影：チエ・トゥ
- 編集：ユアン・トゥ